# グレーム・ブラウン
グレーム・アレン・ブラウン（Graeme Allen Brown OAM、1979年4月9日 - ）は、オーストラリア・ダーウィン出身の自転車競技選手。

## 経歴
ロードレースとトラックレースの兼用選手。
1997年
- ジュニア世界自転車選手権・団体追い抜きで優勝。

2000年
- ヌーメアの6日間レース 優勝（+ ダニー・クラーク）

2001年
- ツアーオブジャパンでは、第5ステージとなる東京ステージで勝利している。

2002年、イタリアのプロチーム、パナリア・フィオルドと契約を結んでプロ転向
- コモンウェルスゲームズ
  - 団体追い抜き 優勝
  - スクラッチで優勝。

2003年
- トラックレース世界選手権・団体追い抜き優勝（+ ピーター・ドーソン、ルーク・ロバーツ、ブレット・ランカスター）

2004年
- アテネオリンピックで大活躍。
  - 団体追い抜き 優勝（+ ブラッドリー・マギー、ルーク・ロバーツ、ブレット・ランカスター）
  - マディソン 優勝（+ スチュアート・オグレディ

2005年
- ツール・ド・ランカウイでは区間5勝を挙げた。
- オーストラリア勲章（英語版）（OAM）を受章。

2006年、ラボバンクに移籍。
- ドイツ・ツアー 区間2勝(第4、8)

2009年
- ジェイコ・ベイ・サイクリング・クラシック 総合優勝
- ツアー・ダウンアンダー 区間1勝(第3)
- ノケル・クルス 優勝

2010年
- パース・クリテリウム・シリーズ 総合優勝